# Martin Lings
Martin Lings (n. 24 ianuarie 1909, Burnage⁠(d), Anglia, Regatul Unit al Marii Britanii și Irlandei – d. 12 mai 2005, Westerham, Anglia, Regatul Unit), cunoscut ca Abu Bakr Siraj ad-Din după convertirea la islam, a fost scriitor, profesor și gânditor britanic, discipol al lui Frithjof Schuon. Este autorul unei celebre biografii a Profetului Muhammad și o autoritate în studiul operei lui William Shakespeare.

## Biografie
Martin Lings s-a născut în anul 1909 în Burnage, Manchester, Marea Britanie. A studiat literatură la Magdalen College din Oxford unde l-a cunoscut pe C.S. Lewis. După absolvirea colegiului, Lings a plecat în Lituania unde a predat o perioadă literatură anglo-saxonă și limbă engleză medievală la Universitatea Vytautas Magnus.
În perioda cât a studiat la Oxford, Martin Lings a descoperit lucrările filosofului francez René Guénon și pe cele ale lui Frithjof Schuon, metafizician elvețian. Lings a fost profund influențat de acestea și a hotărât să-l întâlnească pe Schuon. În anul 1938 a plecat la Basel unde s-a convertit la islam în prezența lui Schuon și a fost inițiat în confreria sufi a lui Shaykh Ahmad Al-Alawi. La un an, în 1939, a plecat la Cairo unde l-a vizitat pe un asistent al lui Guénon, iar apoi pe Guénon însuși. Lings a decis să se stabilească o vreme la Cairo unde a învățat limba arabă și a devenit profesor de limbă și literatură engleză la Universitatea din Cairo. 
În anul 1944, Lings s-a căsătorit cu Lesley Smalley și au locuit împreună în apropiere de Cairo. Cu toate acestea, în anul 1952 Martin Lings a hotărât să părăsească Egiptul.
S-a întors în Marea Britanie unde și-a aprofundat studiile, înscriindu-se la doctorat la Școala de Studii Orientale și Africane din cadrul Universității din Londra. Tema tezei sale a fost viața lui Shaykh Ahmad Al-Alawi. După ce și-a primit titlul de doctor în 1959, Lings a lucrat la British Museum, apoi la British Library, fiind însărcinat cu supravegherea manuscriselor orientale. În această perioadă a devenit un colaborator activ al jurnalului Studies in Comparative Religion.
În anul 1983 a publicat cartea care l-a consacrat pentru totdeauna, făcându-l celebru în Lumea musulmană și nu numai: Muhammad: His Life Based on the Earliest Sources. Cea mai citită biografie modernă a Profetului Muhammad. Pentru această lucrare, Lings a fost premiat de către autoritățile din Pakistan și Egipt. La Islamabad, s-a spus că această carte a lui Lings este cea mai bună biografie disponibilă în limba engleză.
Martin Lings a adus și contribuții importante în studiul operei lui Shakespeare. El a comentat sensurile ezoterice și spirituale ale pieselor de teatru ce scapă publicului larg.
A decedat în 12 mai 2005 în casa sa din Marea Britanie.

## Operă
- A Sufi Saint of the Twentieth Century: Shaikh Ahmad al-Alawi, 1961.
- Ancient Beliefs and Modern Superstitions, 1965.
- Shakespeare In the Light Of Sacred Art, 1966.
- The Elements and Other Poems, 1967.
- What is Sufism?, 1975.
- The Quranic Art Of Calligraphy and Illumination, 1976.
- Muhammad: His Life Based on the Earliest Sources, 1983.
- The Secret Of Shakespeare, 1984.
- Mecca. From before genesis until now, 2004.
- Return To the Spirit, 2005.
- Splendors Of Qur'an Calligraphy and Illumination, 2005.